# Mike, a kislovag (televíziós sorozat, 2011)
A Mike, a kislovag (eredeti cím: Mike the Knight) kanadai–angol televíziós 3D-s számítógépes animációs sorozat. A Nelvana és a HiT Entertainment készítette. Kanadában 2011. szeptember 8-ától a Treehouse TV tűzte műsorra. kanadában a Treehouse TV tűzet műsorra, az Egyesült Államokban a Nickelodeon és a Nick Jr. vetítette, az Egyesült Királyságban a CBeebies sugározta, Magyarországon a Minimax adta.

## Ismertető
A történet főhőse egy kis lovag, aki Glendragon Királyságában él és a neve Mike. Nagyon tehetséges fiú, aki azt szeretné, hogy egy napon kinevezzék valódi lovaggá. Ezért mindent megtesz, hogy valóra váltsa vágyát. Több barátja is van, akikkel összetart, valamint segítenek egymáson. Egy napon alkalma nyílik bizonyítani rátermettségét, mert meg kell védelmeznie a Glendragon Királyság várát.

## Szereplők
- Mike (Bogdán Gergő) – Barna hajú kisfiú, aki a sorozat főhőse és egy lovagjelölt.
- Martha királynő (Szórádi Erika) – Barna hajú fiatal nő, aki Mike és Evie anyja és a királynő.
- Evie (Lamboni Anna) – Fekete hajú kislány, aki Mike húga, egy kis boszorka, a varázslásban sokszor hibázik.
- Kalács néni – Barna hajú, fiatal nő, aki kalácsféléket süt a város lakóinak.
- Falusi hölgy – Szőke hajú, fiatal nő, aki Robin és Merion anyja, Kalács néni szomszédja, és a városban dolgozik.
- Merion – Szőke hajú kislány, aki Robin húga, Mike egyik lánybarátja, szeret játszani, és a városban sétálni.
- Robin – Fekete hajú kisfiú, aki Merion bátya, Mike egyik fiúbarátja, szeret játszani, és a városban sétálni.
- Marietta – Fekete hajú fiatal nő, aki egy szobrász és egyszer Mike-ról készített szobrot.
- Trollkó – Trollgyerek, aki Mike barátja.
- Szikra (Gubányi György István) – Nagy méretű, piros színű sárkány.
- Spricc (Kisfalusi Lehel) – Kis méretű, kék színű sárkány.
- Galahad – Mike lova, akivel szeret lovagolni.

További magyar hangok: Berkes Bence, Németh Kriszta, Bolla Róbert, Ungvári Gergő, Magyar Bálint

## Epizódok

### 1. évad
1. Mike, a kislovag és a mosolygó kincs (Mike The Knight and the Smiley Treasure)
2. Mike, a kislovag és a rémisztő sárkányok (Mike The Knight and the Scary Dragons)
3. Mike, a kislovag és Evie szülinapi ajándéka (Mike The Knight and Evie's Birthday Present)
4. Mike, a kislovag és Galahad nagy bajban (Mike The Knight and Galahad the Great)
5. Mike, a kislovag és a jutalomkendő (Mike The Knight and the Fluttering Favour)
6. Mike, a kislovag és a csalókanyon (Mike The Knight and the Tricky Trail)
7. Mike, a kislovag és az elásott kincs (Mike The Knight and the Buried Treasure)
8. Mike, a kislovag és Szőr Trollkő (Mike The Knight and Sir Trollee)
9. Mike, a kislovag és a rend teremtés (Mike The Knight and the Misson Mess)
10. Mike, a kislovag és Trolle szorult helyzetben (Mike The Knight and Trollee in Touble)
11. Mike, a kislovag és az ijesztő hang (Mike The Knight and the Scary Noise)
12. Mike, a kislovag és a hatalmas pajzs (Mike The Knight and the Mighty Shield)
13. Mike, a kislovag és a csend (Mike The Knight and Peace and Quiet)
14. Mike, a kislovag és a sárkányvári hírek (Mike The Knight and the Glendragon News)
15. Mike, a kislovag és a nagy vágta (Mike The Knight and the Great Gallon)
16. Mike, a kislovag és a különleges jelzés (Mike the Knight and the Special Signal)
17. Mike, a kislovag és a láthatatlan szörny (Mike the Knight and the Invisible Monster)
18. Mike, a kislovag és a sárkány csatlósok (Mike the Knight and the Dragon Squires)
19. Mike, a kislovag és a rejtőzőtorna (Mike the Knight and the Knight Hider)
20. Mike, a kislovag és Trollkó a vendég (Mike the Knight and Trollee's Sleepover)
21. Mike, a kislovag és az otthoni lovagmunka (Mike the Knight and the Mission Home)
22. Mike, a kislovag és a sok lovag (Mike the Knight and the Many Knights)
23. Mike, a kislovag és Squirt története (Mike the Knight and Squirt's Story)
24. Mike, a kislovag és az igazi kard (Mike the Knight and the Real Sword)
25. Mike, a kislovag és a hósárkány (Mike the Knight and the Snow Dragon)
26. Mike, a kislovag és a mikulássegítője (Mike the Knight and Santa's Little Helper)
27. Mike, a kislovag és a nagy csere (Mike the Knight and the Big Swap)
28. Mike, a kislovag és a hármasdiadal (Mike the Knight and the Triple Trophy Triumph)
29. Mike, a kislovag és a nagy parádé (Mike the Knight and the Big Parade)
30. Mike, a kislovag és Szikra csodaholmija (Mike the Knight and SparKie's Amazing Thing)
31. Mike, a kislovag és a lovagi táborozás (Mike the Knight and the Knightly Campout)
32. Mike, a kislovag és a vadkan (Mike the Knight and the Wild Boar)
33. Mike, a kislovag és a nagy mentőakció (Mike the Knight and the Great Rescue)
34. Mike, a kislovag és a szörnyeteg (Mike the Knight and the Monster)
35. Mike, a kislovag és a troll sütemény (Mike the Knight and the Troll Treat Pie)
36. Mike, a kislovag és a varázslókincse (Mike the Knight and the Wizard's Treasure)
37. Mike, a kislovag és Sir Szuper (Mike the Knight and Sir Super)
38. Mike, a kislovag és az új vár (Mike the Knight and the New Castle)
39. Mike, a kislovag és a pöttyös ló (Mike the Knight and the Polka Dot Horse)
40. Mike, a kislovag és a viking hó ünnep (Mike the Knight and Viking Snow Day)
41. Mike, a kislovag és a legnagyszerűbb történet (Mike the Knight and the Greatest Story Ever)
42. Mike, a kislovag és a legtöbb érem (Mike the Knight and the Most Medals)
43. Mike, a kislovag és a fergeteges nap (Mike the Knight and the Busiest Day)
44. Mike, a kislovag és az igazi sárkány (Mike the Knight and the Real Dragon)
45. Mike, a kislovag és az elveszett edények (Mike the Knight and the Lost Pots)
46. Mike, a kislovag és a varázsedény (Mike the Knight and the Magic Pot)
47. Mike, a kislovag és a sárkánybár élessége (Mike the Knight and the Jewel of Glendragon)
48. Mike, a kislovag szívességet tesz Trollkónak (Mike the Knight and the Favour for Trollee)
49. Mike, a kislovag mint nagy védelmező (Mike the Knight the Great Protector)
50. Mike, a kislovag és a tüsszögőrénszarvas (Mike the Knight and the Sneezing Reindeer)
51. Mike, a kislovag és a repülőkutyusok (Mike the Knight and the Flying Corgis)
52. Mike, a kislovag és a lovagi fogadás (Mike the Knight and the Knightly Welcome)

### 2. évad
1. Mike, a kislovag és az éjjeli őrség (Mike the Knight and the Night Time Lookout)
2. Mike, a kislovag és Evie új barátja (Mike the Knight and the Evie's New Friend)
3. Mike, a kislovag és az eltűnt hóember (Mike the Knight and the Missing Snowman)
4. Mike, a kislovag és a szuper katapult (Mike the Knight and the Super Trebuchet)
5. Mike, a kislovag és a világ legjobb bandája (Mike the Knight and the Glendragon Big Band)
6. Mike, a kislovag és a szárnyas tanítványok (Mike the Knight and the Bird Training)
7. Mike, a kislovag és a törött pajzs (Mike the Knight and the Broken Shield)
8. Mike, a kislovag és a segítőkész testvér (Mike the Knight and the Evie's Help)
9. Mike, a kislovag és a Trollkó a tanonc (Mike the Knight and Trollee the Apprentince)
10. Mike, a kislovag és a bolondok napja (Mike the Knight and the Fooling Day)
11. Mike, a kislovag és a legbiztonságosabb királyság (Mike the Knight and the Safest Kingdom)
12. Mike, a kislovag és a fejedelmi színdarab (Mike the Knight and the King's Play)
13. Mike, a kislovag és Trollkó ajándéka (Mike the Knight and the Present for Trollee)
14. Mike, a kislovag és a csintalan kutyák (Mike the Knight and the Undragonly Dogs)
15. Mike, a kislovag és Evie, a kislovag (Mike the Knight and the Evie the Knight)
16. Mike, a kislovag és a sárkányvölgyi örömfutás (Mike the Knight and the Glendragon Fun Run)
17. Mike, a kislovag és a bátor dal (Mike the Knight and the Brave Song)
18. Mike, a kislovag és a sárkányvölgyi nagy festmény (Mike the Knight and the Glendragon Big Picture)
19. Mike, a kislovag és a lovagi háló (Mike the Knight and the Knightly Net)
20. Mike, a kislovag és a nagy javítás (Mike the Knight and the Big Fix)
21. Mike, a kislovag és a tűz nélküli sárkány (Mike the Knight and the Fireless Dragon)
22. Mike, a kislovag és a majdnem lovag (Mike the Knight and the Knight for a Day)
23. Mike, a kislovag és a titkos liget (Mike the Knight and the Hidden Garden)
24. Mike, a kislovag és a lovagi kiképzés trükkjei (Mike the Knight and the Knightly Training Tricks)
25. Mike, a kislovag és a karácsonyi kastély (Mike the Knight and the Christmas Castle)
26. Mike, a kislovag és a vízköpő (Mike the Knight and the Gargoyle)
27. Mike, a kislovag és a fa ló (Mike the Knight and the Wooden Horse)
28. Mike, a kislovag és a lovagi színdarab (Mike the Knight and the Knightly Play)
29. Mike, a kislovag és a kastélytúra (Mike the Knight and the Toure of the Castle)
30. Mike, a kislovag és Mr. Breki fürdetése (Mike the Knight and Mr. Cuddle's Bath Time)
31. Mike, a kislovag és az udvari bolond (Mike the Knight and the Court Jester)
32. Mike, a kislovag és a nagy waldorfini (Mike the Knight and the Great Waldorfini)
33. Mike, a kislovag és a különleges lovagi dolgok (Mike the Knight and the Special Knightly Things)
34. Mike, a kislovag és a torllösvényi kaland (Mike the Knight and the Troll Trail Adventure)
35. Mike, a kislovag és a horkoló sárkány (Mike the Knight and the Snoring Dragon)
36. Mike, a kislovag és a mágikus hiba (Mike the Knight and the Evie's Magical MistaKe)
37. Mike, a kislovag és a három küldetés (Mike the Knight and the Three Missions)
38. Mike, a kislovag és a troll labda (Mike the Knight and the Super Troll Ball)
39. Mike, a kislovag és a legjobb őrszem (Mike the Knight and the Best LooKout)
40. Mike, a kislovag és a lovag iskola (Mike the Knight and the Knight Shool)
41. Mike, a kislovag és Galahad szülinapja (Mike the Knight and Galahad's Birthday)
42. Mike, a kislovag és a tervhez ragaszkodó spricc (Mike the Knight and Squirt SticKing to the Plan)
43. Mike, a kislovag és a lopott pálca (Mike the Knight and the Stolen Staff)
44. Mike, a kislovag és a kölyökkutyák (Mike the Knight and Evie's Pet Puppies)
45. Mike, a kislovag és a varázsvirág (Mike the Knight and the Magical Flower)
46. Mike, a kislovag és a méret bűbáj (Mike the Knight and the Size Spell)
47. Mike, a kislovag és Frenando küldetése (Mike the Knight and Fernando's Mission)
48. Mike, a kislovag és a titkos ligeti játékok (Mike the Knight and the Hidden Garden Games)
49. Mike, a kislovag és a tripla baj (Mike the Knight and the Triple Toruble)
50. Mike, a kislovag és az esti mese (Mike the Knight and the Badtime Story)
51. Mike, a kislovag és a kiképző könyv (Mike the Knight and the Big Book of Training)
52. jelenleg nem adták le